# Cenowo (obwód Stara Zagora)
Cenowo (bułg. Ценово) – wieś w południowej Bułgarii, w obwodzie Stara Zagora, w gminie Czirpan.